# エリス・ストレームグレン
エリス・ストレームグレン（Svante Elis Strömgren、1870年5月31日 - 1947年4月5日）は、スウェーデン出身のデンマークの天文学者である。

## 経歴
1870年にヘルシンボリで生まれた。1898年にルンド大学で博士号を取り、同年に同大学で講師となった。1901年からはキール大学に勤め、1901年から1904年までアストロノミシェ・ナハリヒテンの出版の手伝いをした。1907年にコペンハーゲン大学の天文学教授及びコペンハーゲン天文台長となった。1947年にコペンハーゲンで死去した。
ストレームグレンは様々な分野で研究を行ったが、特に理論天文学と天体力学に興味を持って研究を行い、彗星の起源と軌道についての論文を発表した。また、1928年以降は、イェンス・オルセンの天文時計についての計算も行った。
妻で歯科医、作家のHedvig Lidforss（1877年 - 1967年）は、文献学者Edvard Lidforssの娘、植物学者Bengt Lidforssの妹である。息子は天文学者のベンクト・ストレームグレンで、1940年に父親の後を継いでコペンハーゲン大学の教授となった。